# Erik Krag
 Der er flere personer med dette navn, se Erik Krag (forsker).
Erik Krag (født 1620, død 22. juli 1672 i København) var en dansk gehejmeråd, far til Palle Krag og Frederik Krag.

## Karriere
Han var søn af Christen Krag til Lydumgård og Ellen Vind. Efter sin udenlandsrejse, på hvilken han i 1642 studerede i Padua, blev han sekretær i Kancelliet 1643, hvilken stilling han med en kort afbrydelse beklædte til juni 1653, da han udnævntes til øverste sekretær og således havde Kancelliets vigtigste forretninger under sig. I 1650 blev han decanus i Ribe Domkapitel og provst over Varde Syssel; denne indbringende post, hvor han skulle føre kirkeregnskaberne, bestyrede han dog ikke selv, men overlod den til sine fuldmægtige.
Af len fik han Skivehus 1655-56, derefter Herrisvad Kloster 1656-58 og ved Skånes tab Lundenæs. Medens forhandlingerne om fred stod på i Tåstrup med Carl Gustav i februar 1658, foreslog han rigshofmesteren Joachim Gersdorff at søge at vinde Corfits Ulfeldt ved at sende dennes gamle ven rigsråden Oluf Parsberg ud til ham, et råd, der dog ikke blev fulgt i den form.
Under Københavns belejring deltog han i mønstringen af garnisonen og var senere medlem af direktionen over Kvæsthuset. Han hørte til dem, som Rigsrådet i september 1660 indstillede til optagelse i dets midte, men blev ikke medlem af det. På stændermødet gik han den afgørende dag, 13. oktober, som bud mellem kongen og rådet for at opnå dettes samtykke til arveregeringen; i januar 1661 overdroges det ham at indhente adelens underskrift landet over på arvesuverænitetsakten.
Thi vel havde man et øjeblik ventet, at han ved statsforandringen skulle få sin afsked som øverste sekretær, men han beholdt dette embede og benyttedes snart af regeringen i betroede ærinder, skønt han antoges at være uvenner med kansleren Peder Reedtz.
Således førte han 1663 protokollen ved forhørene i Blåtårn over den fængslede Leonora Christina og afhørte 1664 den ligeledes fængslede dr. Otto Sperling; begge var forbitrede på ham, Leonora Christina beskylder ham i Jammersmindet for at have villet gengive hendes udtalelser falsk, og Sperling kalder ham i sin selvbiografi opblæst og indbildsk.
Der er antydninger om, at han allerede tidlig har stået i venskabeligt forhold til Christoffer Gabel, og da der i februar 1669 foregik en stor udnævnelse af nye gehejmeråder, imellem hvilke de fleste var den mægtige statholders tilhængere, hørte E. K. til de ophøjede og blev tillige assessor i Statskollegiet og Højesteret; ved siden heraf vedblev han at være medlem af Kancellikollegiet. Ved vicekansleren Christoffer Parsbergs død i august 1671 fik han den
afdødes sportler, men ikke selve embedet og derfor ikke heller sæde i gehejmekonseillet; 1671 blev han dannebrogsridder ved ordenens indstiftelse. Året efter, 22. juli 1672, døde han pludseligt i København; hans lig nedsattes i Trinitatis Kirke.
Af Hannibal Sehested roses han for sin erfaring og sin store arbejdsomhed; Sehested anser ham for østrigsksindet, hvad den ydre politik angår, og antyder, at dette skyldes modtagne velgerninger, noget, der stemmer med, at han også som kancellisekretær havde ord for bestikkelighed.
Mærkes kan det, at han 1672 i Statskollegiet var stemt for vidtgående indrømmelser til ikke-lutheranere for at kunne udvikle handelen ved at drage dem til landet. En stor del af hans interesser optoges for øvrigt af hans godskøb. Vel solgte han sin fædrenegård Lydum, men købte bl.a. Bramming, Vardho, Kærgård og Endrupholm i Vestjylland, Selsø på Sjælland.
På Bramming opførte han en ny hovedgård og forøgede bøndergodset til den; også ved Kronens udlæg af dens jordegods som vederlag for lånte penge udvidede han sine ejendomme. Men hans spekulationer tog overhånd. Han var allerede forarmet før sin død, og hans enke, Vibeke Pallesdatter Rosenkrantz, som han havde ægtet 28. august 1653, henlevede sit liv under meget trykkede forhold.